# Invisible Man

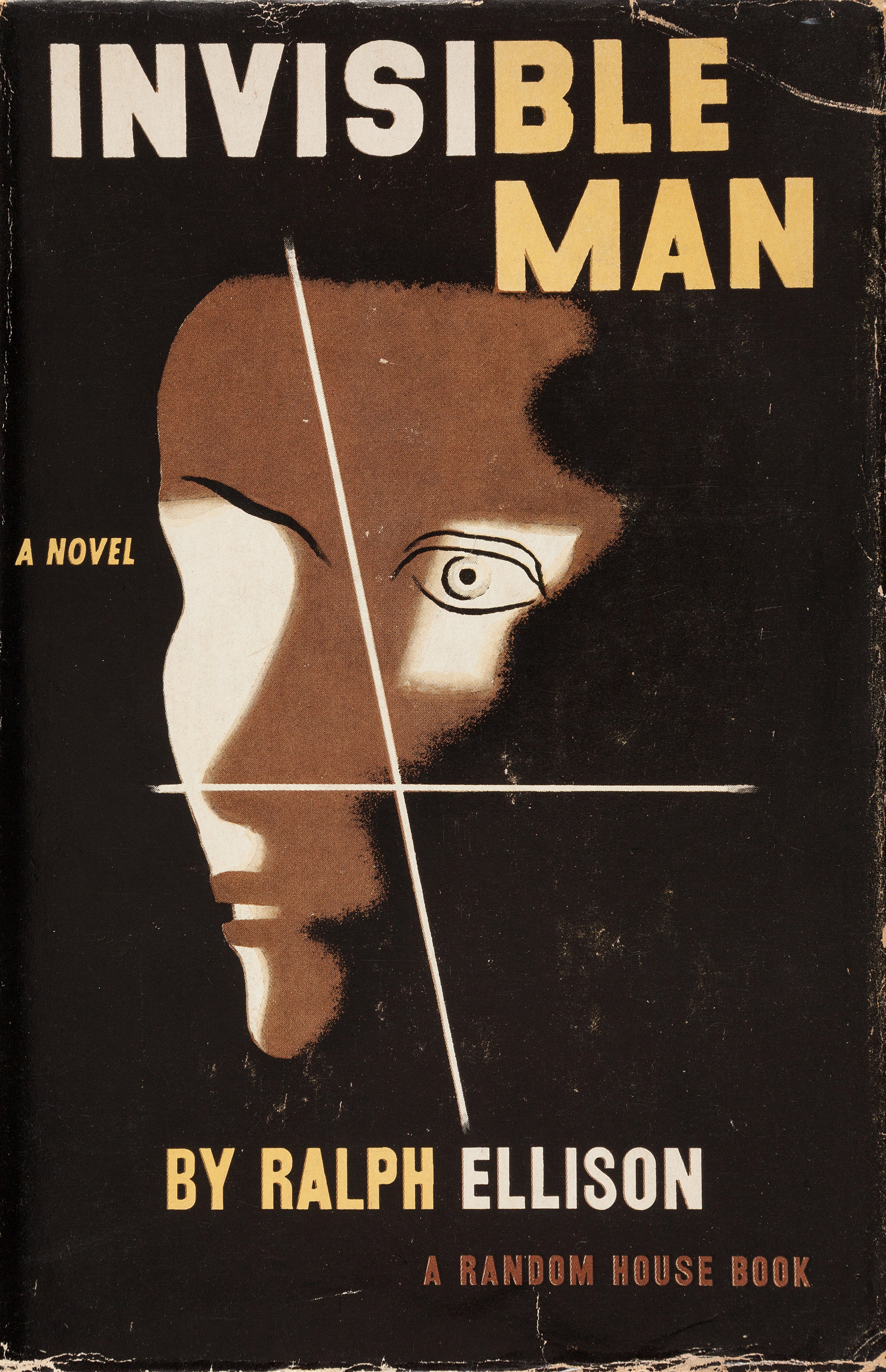
Invisible Man (1952, cover eerste editie)

Invisible Man (Onzichtbare man) is een roman van Ralph Ellison, door Random House gepubliceerd in 1952. Het behandelt veel van de sociale en intellectuele problemen waarmee Afro-Amerikanen in het begin van de twintigste eeuw te maken kregen bij het zoeken naar een eigen identiteit als zwart persoon. Ellisons eerste roman werd een bestseller en vestigde meteen zijn naam als een van de belangrijkste schrijvers uit de 20e-eeuwse Amerikaanse literatuur. Het motto, de vraag 'Wat heeft zo'n schaduw over jou geworpen?', is afkomstig uit  Herman Melvilles novelle Benito Cereno, zij het dat niet het antwoord ('De neger') wordt geciteerd.
Het verhaal wordt autobiografisch verteld in de eerste persoon. De protagonist is een naamloze Afro-Amerikaanse man die zichzelf als maatschappelijk onzichtbaar beschouwt. Hij blikt terug op zijn verleden en probeert zin te geven aan zijn leven, zijn ervaringen, en zijn positie in de Amerikaanse samenleving.
Invisible Man won de U.S. National Book Award for Fiction in 1953. In 1998 plaatste de Modern Library Invisible Man als negentiende op de lijst van de 100 beste Engelstalige romans van de 20e eeuw. Time Magazine nam de roman op in zijn TIME 100 Best English-language Novels from 1923 to 2005.